# Bjelorusi
Bjelorusi (bjeloruski: беларусы) su indoeuropski narod iz grupe Istočnih Slavena naseljen uglavnom na teritoriju današnje Bjelorusije, nešto manje Ukrajine i Rusije. Jezično i etnički su najsrodniji Ukrajincima, a potom Rusima i Poljacima.

## Porijeklo imena
Bjelarus' je u srednjem vijeku označavala sjeverozapadnu regiju države Kijevske Rusi na kojoj su u većini bila naseljena dva istočnoslavenska plemena: ukrajinsko pleme Derevljani na jugu (uglavnom područja Gomelj, Brest i Grodno) i bjelorusko pleme Dregoviči na sjeveru. Ime Bjelorusi (originalno: Belarusi) vuče svoje porijeklo prema toj srednjovjekovnoj regiji i termin se počeo intenzivnije koristiti tek nakon 18. stoljeća. Prije 18. stoljeća današnji Bjelorusi, u sklopu poljsko-litavske države, su radi svoje pravoslavne vjere i gotovo identičnih običaja, dobili ime prema srednjovjekovnim Ukrajincima, odnosno njihov stariji etnonim Rusini (lat. Ruteni).

## Bjeloruski etnos
Glavninu današnjeg bjeloruskog etnosa čini nekadašnje slavensko pleme Dregoviči koje je nastanjivalo područje današnje sjeverne Bjelorusije, potom nešto manje Poločani na krajnjem sjeveru regije, Derevljani na jugu i Radimiči na istoku. Na bjeloruski etnos je također utjecao nekadašnji litavski i djelomice poljski etnos koji se posebno definirao u jezičnom izričaju. Generalno govoreći, današnjim Bjelorusima u biološkom i drugom smislu su najsličniji Ukrajinci, potom Rusi i Poljaci. Utjecaj ruske kulture na bjelorusko društvo je najviše ekspanzirao u sklopu razvoja Ruskog imperija nakon 18. stoljeća.

## Kratka povijest
Početkom 6. stoljeća teritorij moderne Bjelorusije bio je naseljen istočnoslavenskim plemenima, precima suvremenih Bjelorusa. U 9. i 10. stoljeću pojavljuje se nekoliko kneževina a jedna od njih se nalazi u području Polocka, i postaje dio srednjovjekovne države Kijevske Rusi koja usvaja kršćanstvo prema bizantskom obredu.
Nakon dezintegracije Kijevske Rusi u 13. stoljeću bjeloruske zemlje su inkorporirane u Veliko vojvodstvo Litve, na koje oni imaju snažan kulturni i religiozni utjecaj. Nakon dinastijske unije Litve i Poljske 1386., Litavci se preobraćuju na latinsko kršćanstvo, a značaj pravoslavnog kršćanstva opada. Godine 1596. bjeloruski biskupi zajedno s ukrajinskim prihvaćaju uniju s Rimom. Većina populacije pripala je Unijatskoj crkvi, ali plemstvo u većini adoptira katoličanstvo, zajedno s poljskim jezikom i kulturom.
U diobi Poljske 1772., 1793. i 1795. Bjelorusija je aneksirana Ruskom Carstvu. U 18. i 19. stoljeću Rusi i Poljaci natječu se u lojalnosti bjeloruskim seoskim masama te ujedno naglašavaju njezinu različitost od današnje Ukrajine. Završetkom seoskog ustanka 1863. koji je poveo Konstantin Kalinovsky (Kastus Kalinouski) dolazi do razvoja neovisne Bjelorusije i dalje se stimulira kroz radove bjeloruskih pjesnika Jakub Kolasa i Janka Kupale. Bjelorusija proklamira svoju nezavisnost u ožujku 1918., po kolapsu Ruskog Carstva.
Nakon poljsko-sovjetskog rata 1920. zapadnu Bjelorusiju okupirala je Poljska, a istočna Bjelorusija postaje dijelom Sovjetskog Saveza. Godine 1939. počekom Drugog svjetskog rata i zapadni teritorij okupiran je od Sovjetske Rusije, ovo područje postaje veliko ratište u kojemu je došlo do enormnog uništenja, a Bjelorusi gube četvrtinu populacije. U poslije-ratnom razdoblju konačno dolazi do ekonomskog razvoja i nagle industrijalizacije.
Reformama sovjetskog vođe Mihaila Gorbačeva sredinom osamdesetih godina 20. stoljeća među narodom dolazi do jačanja nacionalne svijesti s masovnim pokretom Adradzhenne (ponovno rođenje) iz 1989. godine što je uz tadašnje krize samo dovelo do skorog raspada Sovjetskog Saveza. Godine 1991. formirana je Zajednica Nezavisnih Država od bivših sovjetskih republika, Bjelorusija postaje neovisna država, a Minsk postaje glavni grad Bjelorusije.

## Život i običaji Bjelorusa

### Narodna glazba i glazbala
Narodna glazba Bjelorusa je bogata a izvodi se na raznim domaćim instrumentima. Kao i u mnogim drugim krajevima u svijetu, ona se danas sve manje čuje, uglavnom u ruralnim predjelima, a njezino mjesto zauzeo je šund sa zapada. Od duhačkih glazbala oni imaju dvojnu frulu poznata pod imenima parniouka, dvzajchatki, dudki, pasvisceli, hoosli, parnyia dudki, koja se sastoji od dviju cijevi različitih dužina. U istu skupunu glazbala spada i 'duda', sastoji se od mješine sačinjene od kože jazavca, koze ili teleta i s ne manje od tri cijevi različitih dužina 'soska', koja služi za upuhivanje zraka;  'perabor' koji daje melodiju i 'huk'. U južnoj Bjelorusiji poznat je rog 'roh', obično goveđi, ali se izrađuje i od drveta breze, javora ili omorike. Rogovi naravno koriste lovcima pri lovu. "Dudka" je jedan od najstarijih glazbala kod Bjelorusa, to je frula sa šest rupa za prste izrađena od ražine slame. U Minsku je zovu "Zhalejka" ili "Dudachka". Postoje i instrumenti za udaranje kao "Vuhol'nik" i "Cymbalki" ; glazbala koja zvuk daju okretanjem: "Shmyhala" i "Trashchotka".

### Kuhinja
Kruh, krumpir, kupus i svinjetina uobičajena su hrana današnjih Bjelorusa. Tradicionalni su im obroci doručak koji se satoji od sendviča i kave. Ručak dolazi u 3 sata iza podne i sastoji se od juhe, salate i glavnog obroka. Treći, ali glavni obrok je većera, koja se služi u 8 sati navečer. Slično kao i u ukrajinskoj kuhnji, svinjetina je najpopularnija i tradicionalno uživaju u jelu znanom kao 'kotleta po krestyansky', u stvari to su svinjski kotleti koji se služe u umaku od gljiva. Machanka je umak koji se opet poslužuje s različitim mesom i palačinkama. Od juha je kod Bjelorusa uobičajena 'štči' koja se priprema od kisaelog zelja, krumpira i prženog luka i služi se uz kiselu kremu. Riječna riba i riječni rak uglavnom se poslužuju i jedu po restoranima.

## Jezik
Danas Bjelorusi u gradovima govore pretežno ruski ili trasjanku (prijevod: stočna hrana), kako zovu jednu mješavinu ruskih i bjeloruskih elemenata. Bjeloruski jezik je nakon razdoblja procvata u 90-tim godinama, ponovo potisnut jezičnom politikom Lukašenka koji je opet ruski proglasio drugim službenim jezikom.